# Галебова крила (споменик)
|  | Овај чланак је део чланка о Споменицима посвећеним Народноослободилачкој борби 1941—1945. |

Споменик Галебова крила је монументлни споменик изнад села Подгоре у близини Макарске. Висок је преко 20 метара. Аутор споменика је вајар Рајко Радовић.

## Историјска позадина
Након осовинске окупације Југославије 1941, биоковски партизани су се углавном концентрисали на вођење илегалних линија снабдевања и саобраћаја између упоришта на оближњим острвима преко импровизоване морнарице, заједно са извођењем неких герилских напада мањих размера. Међутим, и оволика количина отпора била је довољна да испровоцира Италијане. Као резултат тога, у августу 1942. године организована је операција Албија у којој су италијанске снаге (заједно са усташама и четницима) водиле кампању чишћења биоковског краја од партизана. До краја операције, погинуло је око 1.000 партизана, док су Италијани имали само 17 погинулих војника у својим редовима. Поред тога, убијене су стотине локалних цивила, а небројене куће су спаљене.
У Подгори је 28. децембра 1942. била формирана прва морнаричка станица, а 23. јануара 1943. године основан Први морнарички одред НОВЈ. После капитулације Италије 8. септембра 1943, Подгора је постала седиште Приморске флотиле, а у октобру 1943. тамо је формирана 26. далматинска дивизија НОВЈ.
У почетку је партизанска 'морнарица' била једноставно колекција локалних рибара и њихових рибарских чамаца, који су покушавали да ураде све што су могли да се боре против упада италијанских бродова. Ови први поморски одреди састојали су се од само 150 морнара. Међутим, уз помоћ Велимира Шкорпика, до краја рата 1945. њихова морнарица се састојала од преко 16.000 организованих морнара са комбинованим снагама од преко 500 различитих бродова распоређених у неколико јединица, укључујући Прекоморску флоту и 26. далматинску дивизију.

## Историјат
Почетком 1960-их, локалне групе ветерана и комунистичке партије почеле су да планирају изградњу комплекса споменика који би обележио партизанске морнаричке снаге у региону. За постављање споменика одабрано је стеновито издање у брдима изнад Подгоре са погледом на место и Јадран. Након конкурса за пројектовање, као победнички изабран је предлог Рајка Радовића. Израду споменика предводила је сплитска грађевинска фирма „Лавчевић”. Дана 11. јануара 1962. године, приликом изградње споменика, Макарску ривијеру је погодио јак земљотрес јачине 6,2, који је посебно погодио Подгору. Упркос овоме, радови на споменику су настављени.
Споменик је на великој комеморативној церемонији свечано открио председник СФРЈ, Јосип Броз Тито, 10. септембра 1962. године, на двадесету годишњицу оснивања Југословенске ратне морнарице. Овај споменик Радовић је израдио у фази југословенског вајарства када се угледао на примену геометризма и симболике у изради споменика.
Овај споменик је требало да представља за народ биоковског краја жртву и борбу њихових локалних морнара против окупаторских снага сила Осовине.
Националисти су два пута покушали да сруше споменик, први пут у марту 1992. године, али су га због његове специфичне конструкције само оштетили. Када је председник Хрватске, Фрањо Туђман, 1997. године посетио Подгору, обраћајући се народу рекао је: „Хвала вам, Подгорани, што сте сачували овај дивни споменик“. Једна жена из масе му је довикнула: „Нисмо га ми сачували, већ је он са својом жилавошћу био јачи од твојих рушитеља-минера“.

## Опис
Споменик представља стилизована галебова крила у лету што обележава победу над фашизмом на Јадранском мору. Лево крило на споменику је усправно, односно у летећем положају, док је десно је савинуто према доле налево. Осим што се слави победа, спомеником се одаје и почаст палима за ослобођење земље, симбол чега је сломљено крило.
У споменичком комплексу налази се неколико плоча. Прва, десно од споменика је зид са гранитном плочом на којој су уклесани стихови песника Јуре Каштелана.
Поред тога, на бази споменика налазе се два дугачка бронзана рељефа са обе стране малих степеница које воде до широког мермерног постоља споменика. Рељефи приказују различите поморске сцене из историје поморских битака које су се одиграле на мору око Подгоре.

## Галерија
- Поглед на споменик
- Поглед на споменик изблиза
- Плоча са стиховима Јуре Каштелана
- Леви бронзани рељеф
- Десни бронзани рељеф